# Brodat iugoslau

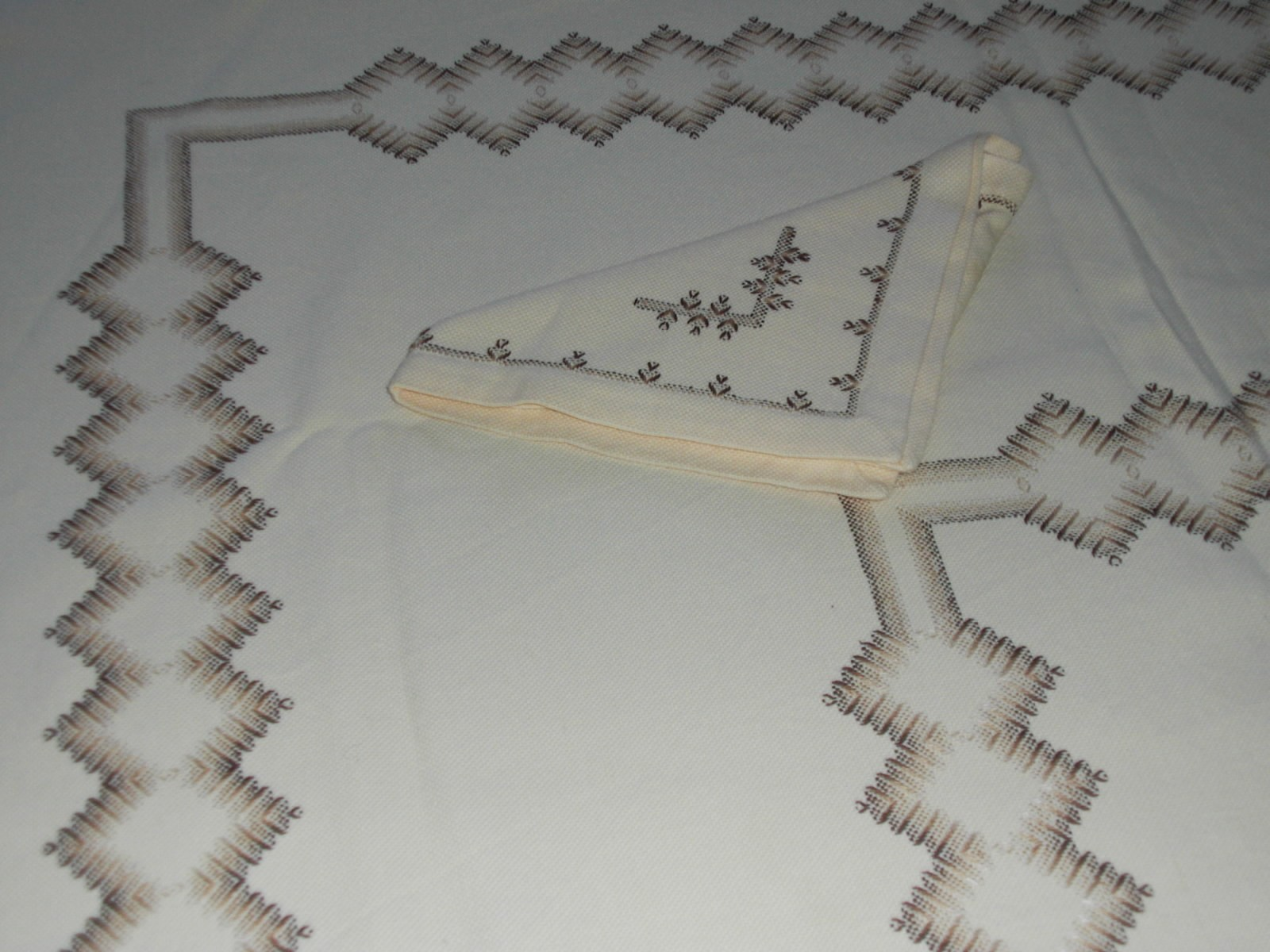
Joc de taula amb punt iugoslau

El brodat iugoslau, originari de Iugoslàvia, és un brodat molt conegut a Espanya i Portugal, el qual mostra característics motius geomètrics. És enlluernadora la seva senzillesa i sol ser un dels primers tipus de brodat a aprendre. Se sol veure en jocs de taula i en altra roba de llar.

## Origen i tradició

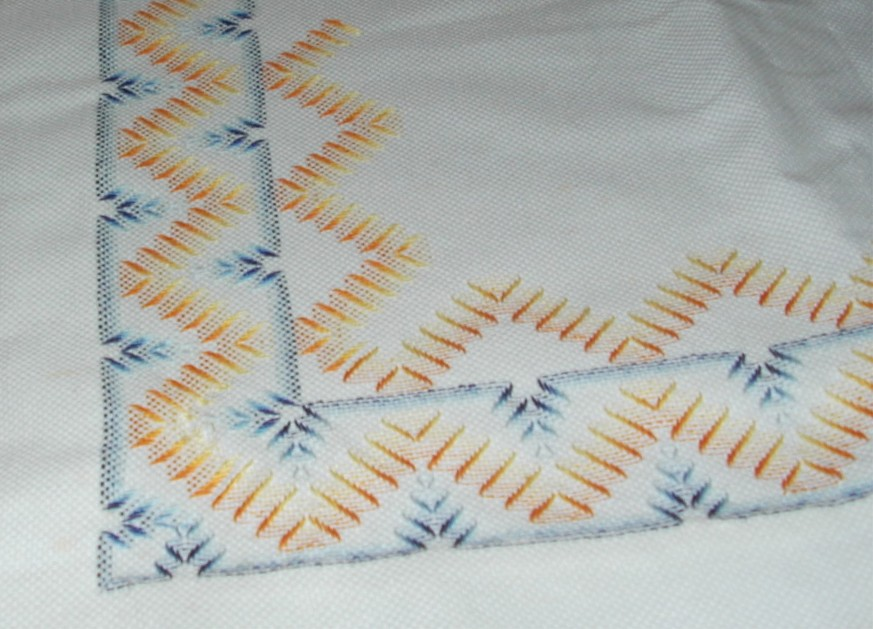
Cantonada d'un joc de taula. En aquest brodat, noti's la importància del joc de colors

Aquest punt era utilitzat en els vestits tradicionals de Iugoslàvia. Prevalia en els punys, faldilles i colls de les joves, donant-los un aire alegre a causa dels seus vistosos colors. D'aquí, es va estendre per tot Europa, i en l'actualitat gaudeix de merescuda fama entre els brodadors espanyols i portuguesos. Però en aquests països no va tenir èxit utilitzar-los com a ornaments dins de la vestimenta, de manera que, en poc de temps, es va acabar per prendre la tècnica iugoslava però aplicant aquests motius a la roba de llar: fonamentalment, en els jocs de taula.
Així mateix, en la tradició espanyola i portuguesa d'aquest punt cal una tela de panamà. En aquesta, es passa el fil a través de la mateixa trama de la tela. Això ofereix un òptim acabat: la tasca no té revés en els teixits d'alta qualitat. (En l'apartat següent s'explicarà amb més deteniment el procés.) Tot i els avantatges que ofereix aquesta possibilitat, diverses publicacions espanyoles donen l'alternativa de treballar a tela aida, però com que és impossible seguir el seu entramat, es procedeix a utilitzar els punts lliures (forats) del teixit. Això comporta seriosos problemes: el més important n'és que es fa necessari l'ús de nusos, que empitjoren la qualitat del treball. Un altre contratemps és l'aparició d'un revés, que és preferible suprimir.

## Com es fa
Ja que es considera un capritx fer-hi nusos, simplement es llisca l'agulla enfilada a través de la trama del teixit, segons indica el desenvolupament de l'esquema. Però això, encara que sembli incorrecte, no té inconvenient si es fa amb cura: la tensió normal de la tela impedeix que la labor es desfaci. Dit això, es continua la labor com mostren les explicacions per realitzar-la. Aquesta regla s'aplica a tots els fils que constitueixen el motiu del brodat. El rastre del fil pot descriure dos motius:
- Una línia recta, seguint sempre el mateix fil de la tela, o
- Nanses, que es desvien de la recta en sentit perpendicular. Generalment, això produeix les característiques palmes (vegeu la imatge) o ones.

Consell especial per centrar la labor: com per a alguns és especialment difícil aquesta qüestió, aquí es resol d'aquesta manera: es doblega el costat de la tela pel que es vulgui començar, per la meitat, i des d'aquí, es comença a brodar amb el primer fil prenent la corresponent meitat del dibuix. D'aquí, se segueix fins a la cantonada, on es conclou. Es repeteix aquesta operació fins a acabar amb el primer fil. A partir d'aquí, se segueix amb la resta fins a acabar el brodat.

## Materials recomanats

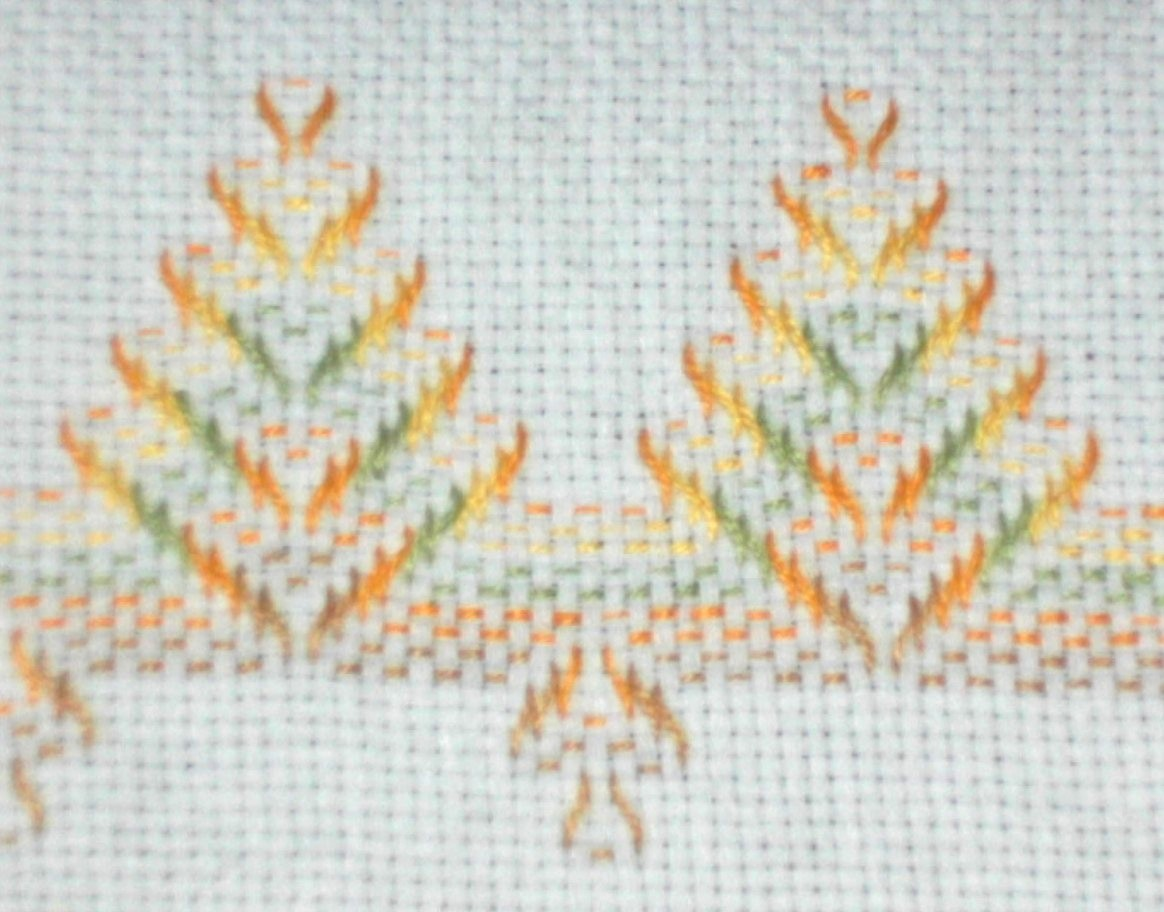
Palmes de diverses alçades

En tot el referent a les tasques (encaix, costura, brodat, etc.) ee solen preferir una sèrie de materials abans que d'altres per la seva resistència, textura o acabat: 
- Teles. Com s'ha aclarit, el punt iugoslau es pot brodar tant en teles de panamà com en aida. Preferiblement se solen utilitzar de cotó, perquè el polièster o l'acrílic no tenen una textura adequada. Quant al color, s'usa normalment el blanc, encara que també s'empren tons crus. En els models més moderns, es comencen a utilitzar colors càlids, com vermell o taronja, perquè el joc de colors sigui encara més gran.
- Fils. S'utilitza, unànimement, el fil de Moulin, que és de cotó en la seva totalitat, i les millors marques solen tenir-lo en un ampli catàleg de colors.
- Agulles. S'aconsellen les agulles llargues, perquè la feina avança amb més rapidesa, encara que no hi ha unes directrius traçades.

## Usos
Per la seva senzillesa i vistositat, el punt iugoslau és usat, com s'ha dit, fonamentalment en roba de llar. Hi ha impressionants jocs de taula amb originals jocs de colors o simplement, amb una única gamma de color. També, multitud de draps i tapets de qualsevol mida. Una altra alternativa interessant seria un joc de cobretovalloles o com a entredós a les tovalloles. Tot i que la majoria dels esquemes són motius continus, van sorgir alguns abecedaris, possiblement per imitació als del punt de creu.